# Audeville
Audeville ist eine französische Gemeinde mit 180 Einwohnern (Stand: 1. Januar 2022) im Département Loiret in der Region Centre-Val de Loire. Sie gehört zum Arrondissement Pithiviers und zum Kanton Pithiviers. Die Bewohner nennen sich Audevillois. 
Sie grenzt im Nordwesten an Sermaises, im Norden an Blandy, im Nordosten an Le Malesherbois mit Mainvilliers, im Südosten an Césarville-Dossainville, im Süden an Engenville, im Südwesten an Intville-la-Guétard und im Westen an Thignonville.

## Bevölkerungsentwicklung
| Jahr      | 1962 | 1968 | 1975 | 1982 | 1990 | 1999 | 2008 | 2017 |
| --------- | ---- | ---- | ---- | ---- | ---- | ---- | ---- | ---- |
| Einwohner | 198  | 159  | 132  | 121  | 173  | 161  | 168  | 190  |

## Sehenswürdigkeit

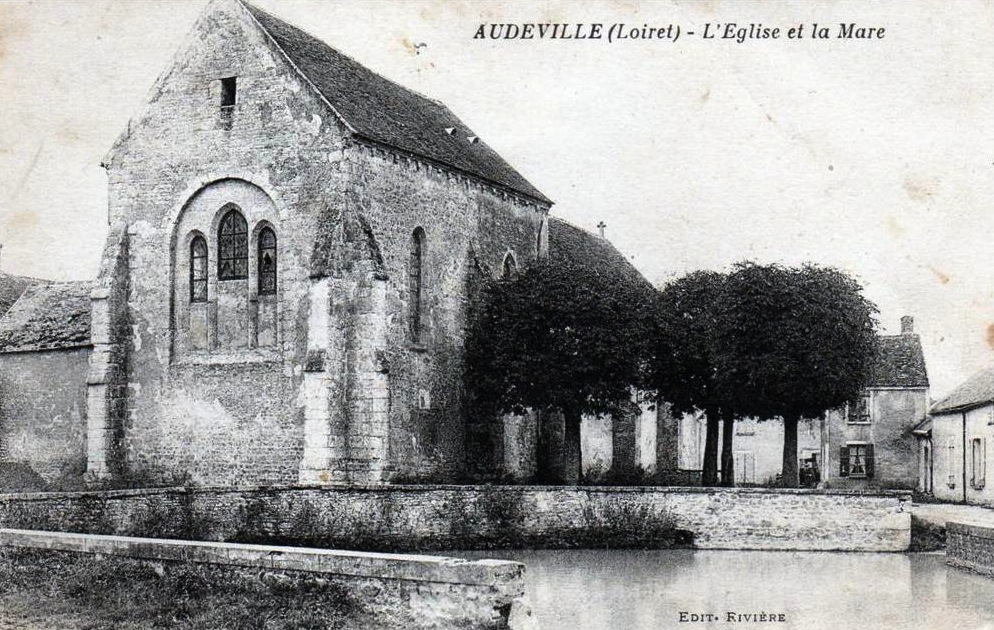
Kirche Saint-Sulpice

- Kirche Saint-Sulpice aus dem 13. Jahrhundert, Monument historique[1]